# سعید مظفری‌زاده
 سعید مظفری‌زاده  (زاده ۲۴ شهریور ۱۳۵۳ در یزد) داور بازنشسته فوتبال و مدیر عامل تیم تراکتور است. وی در سال ۱۳۷۸ داوری را شروع کرد و از سال ۱۳۸۴ تا ۱۳۹۲ در لیگ برتر فوتبال ایران قضاوت کرد.
وی پس از قضاوت در شهرآورد هفتاد و هشتم تهران در ۲۷ دی ۱۳۹۲ از دنیای داوری برای همیشه خداحافظی کرد.

## شهرآورد تهران
سعید مظفری‌زاده در تیم داوری چهار دربی تهران حضور داشته است. در سه دربی داور وسط بوده و در یک دربی داور چهارم بازی بوده است.
مظفری‌زاده از نظر تعداد قضاوت در شهرآورد تهران در رده چهارم قرار دارد.
| سه بازی که داور وسط بوده است   |              |                        |                                                                     |
| دربی                           | تاریخ        | نتیجه بازی             | گروه داوری                                                          |
| شماره ۷۸                       | ۲۷ دی ۱۳۹۲   | استقلال ۰ - پرسپولیس ۰ | سعید مظفری‌زاده -- حسن کامرانی‌فر -- سعید علی‌نژادیان -- علیرضا فغانی  |
| شماره ۷۲                       | ۱۶ آبان ۱۳۹۰ | استقلال ۲ - پرسپولیس ۲ | سعید مظفری‌زاده -- محمدرضا ابوالفضلی -- بابک داوری -- سیدمهدی سیدعلی |
| شماره ۶۸                       | ۱۴ بهمن ۱۳۸۸ | استقلال ۱ - پرسپولیس ۲ | سعید مظفری‌زاده -- سعید تقی‌پور -- حسن کامرانی‌فر -- علیرضا فغانی      |
| یک بازی که داور چهارم بوده است |              |                        |                                                                     |
| شماره ۶۹                       | ۲۳ مهر ۱۳۸۹  | استقلال ۱ - پرسپولیس ۰ | مسعود مرادی -- حسن کامرانی‌فر -- مرتضی کریمی -- سعید مظفری‌زاده       |

منبع